# Cymindis pilosa
Cymindis pilosa är en skalbaggsart som beskrevs av Thomas Say. Cymindis pilosa ingår i släktet Cymindis och familjen jordlöpare. Inga underarter finns listade i Catalogue of Life.